# Соотношение талии и бёдер

Измерение окружности талии и бёдер

Соотношение талии и бёдер, или индекс талия/бёдра (аббревиатуры СТБ, ИТБ и WHR, от англ. Waist–hip ratio) — безразмерное соотношение, определяемое делением окружности талии на окружность таза (под «бёдрами» в данном случае понимается тазобедренная область). Например, человек с окружностью талии 76 см и окружностью таза 97 см имеет соотношение талии и бёдер примерно 0,79.
Значение этого показателя используется как индикатор или показатель здоровья человека и риска развития у него серьёзных заболеваний. Соотношение коррелирует с фертильностью, с различающимися оптимальными значениями у мужчин и у женщин.

## Измерение

### Протокол ВОЗ
В соответствии с протоколом сбора данных Всемирной организации здравоохранения (ВОЗ), окружность талии следует измерять в средней точке между нижним краем последнего прощупываемого ребра и верхней части гребня подвздошной кости. Измерение проводится устойчивой к растяжению лентой при обеспечении постоянного натяжения 100 г. Окружность таза измеряется вокруг самой широкой части ягодиц, лента удерживается параллельно полу. Другие организации используют несколько отличающиеся стандарты. Национальный институт здравоохранения США использует результаты, полученные измерением талии на уровне верхней части подвздошного гребня. Зачастую неспециалисты измеряют окружность талии на уровне пупка, но исследования показали, что такие измерения могут недооценивать истинную окружность талии.
Для обоих измерений человек должен иметь на себе минимум одежды и стоять, поставив ступни вместе, руки в стороны, и равномерно распределив вес тела. Пациент должен быть расслаблен, измерения следует проводить в фазе выдоха при нормальном дыхании. Каждое измерение следует повторить дважды; если измерения находятся в пределах 1 см друг от друга, следует рассчитать среднюю величину. Если разница между двумя измерениями превышает 1 см, два измерения должны быть повторены.

### Практические измерения
Практически, однако, окружность талии проще измерять в самой узкой её части, как правило, чуть выше пупка, а обхват таза также может быть измерен в самой широкой части ягодиц или боковой поверхности таза и бёдер. Кроме того, в случае, если талия выпуклая, а не вогнутая, как например, это происходит во время беременности, ожирении и при различных особенностях строения тела, талия может быть измерена на горизонтальном уровне на расстоянии 1 дюйм (2,5 см) выше пупка.

## Индикатор состояния здоровья
Соотношение талии и бёдер используется как индикатор или показатель состояния здоровья человека и риска развития у него серьёзных заболеваний. Исследования показывают, что люди с «яблокообразным» строением тела (относительно объёмная талия) сталкиваются с более высокими рисками для здоровья, чем обладатели «грушевидного» тела, имеющие относительно большой объём в области бёдер.
Соотношение используется для измерения степени ожирения, которое, в свою очередь, является возможным индикатором других, более серьёзных заболеваний. По определению ВОЗ, абдоминальное ожирение соответствует соотношению талии и бёдер свыше 0,90 для мужчин и 0,85 для женщин, либо индексу массы тела (ИМТ) выше 30,0. Национальный институт диабета, пищеварительных и почечных заболеваний США (NIDDK) утверждает, что женщины с соотношением талии и бёдер более 0,8, и мужчины — с соотношением более 1,0, имеют повышенный риск для здоровья из-за соответствующего распределения жира в организме.
|                 | DGSP (Германия) | DGSP (Германия) | ВОЗ (ООН)  | ВОЗ (ООН)  | NIDDK (США) | NIDDK (США) |
| Женщины         | Мужчины         | Женщины         | Мужчины    | Женщины    | Мужчины     |             |
| --------------- | --------------- | --------------- | ---------- | ---------- | ----------- | ----------- |
| недостаток веса | Неизвестно      | Неизвестно      | Неизвестно | Неизвестно | Неизвестно  | Неизвестно  |
| нормальный вес  | < 0,80          | < 0,90          | Неизвестно | Неизвестно | Неизвестно  | Неизвестно  |
| избыточный вес  | 0,80-0,84       | 0,90-0,99       | Неизвестно | Неизвестно | Неизвестно  | Неизвестно  |
| ожирение        | > 0,85          | > 1,00          | > 0,85     | > 0,90     | > 0,80      | > 1,00      |

Было установлено, что соотношение талии и бёдер более эффективно прогнозирует смертность у пожилых людей (старше 75 лет), чем абсолютное значение окружности талии и чем индекс массы тела (ИМТ). При определении ожирения с помощью соотношения талии и бёдер вместо ИМТ доля населения, классифицируемого как находящееся под угрозой сердечного приступа, во всем мире возрастает втрое. Из этих трёх показателей только соотношение талии и бёдер учитывает различия в строении тела. То есть, два человека могут иметь совершенно различные значения ИМТ при одинаковом соотношении талии и бёдер, и наоборот, одинаковый индекс массы тела при значительно различающихся соотношениях талии и бёдер.
Было показано, что соотношение талии и бёдер более эффективно прогнозирует сердечно-сосудистые заболевания, чем окружность талии и индекс массы тела. Однако другие исследования показали, что абсолютная величина окружности талии, а не её соотношение к окружности бёдер, является хорошим индикатором факторов риска сердечно-сосудистых заболеваний, распределения жира в организме и гипертензии при сахарном диабете 2-го типа.

### Стресс
Гормон стресса кортизол регулируется гипоталамо-гипофизарно-надпочечниковой системой. Была найдена его связь с бо́льшим уровнем жира в брюшной полости и, следовательно, бо́льшим соотношением талии и бёдер. Брюшной жир является маркером висцерального жира (окружающего важные внутренние органы — печень, поджелудочную железу и кишечник) и имеет больший кровоток и больше рецепторов кортизола, чем у периферического жира. Большее количество рецепторов кортизола соответствует большей чувствительности к нему висцеральной жировой ткани. Эта повышенная чувствительность к кортизолу стимулирует жировые клетки к дальнейшему увеличению в размерах. Женщины, у которых нормальный ИМТ сочетается с высоким соотношением талии и бёдер, имеют, по сравнению с женщинами с нормальным соотношением, повышенный уровень реактивности кортизола к стрессогенным факторам и недостаточность привыкания к повторным стрессогенным факторам. Это позволяет предположить, что высокое соотношение талии и бёдер также может указывать на нарушение регуляторной функции гипоталамо-гипофизарно-надпочечниковой системы и чрезмерное воздействие кортизола.
Доказательства взаимосвязи между уровнем кортизола и распределением жировой ткани были получены преимущественно при исследовании пациентов с синдромом Кушинга. Для них характерно чрезмерное воздействие кортизола из-за повышенной активности гипоталамо-гипофизарно-надпочечниковой системы. Основное проявление синдрома Кушинга — накопление жира в брюшной области, и предполагается, что этому способствует повышенный уровень кортизола. Однако, эта гипотеза остаётся спорной, так как влияние уровня кортизола на распределение жира не достаточно значительно для объяснения наблюдаемых явлений. Более вероятно, что на распределение жира влияет сложный комплекс связанных с секрецией кортизола биологических и нейроэндокринных путей, например, лептин, нейропептид Y, кортиколиберин и симпатическая нервная система.

## Рост и развитие
Как правило, взрослые, имеющие дефицит гормона роста, также имеют повышенное соотношение талии и бёдер. Повышение соотношения у взрослых с нелеченым врождённым изолированным дефицитом гормона роста, предположительно связано с увеличением соотношения соотношения кортизона к кортизолу и инсулино-чувствительности. Так как эти люди имеют повышенный уровень висцерального ожирения, было предположено, что минимальная секреция гормона роста теоретически может увеличить инсулинорезистентность. Однако, из-за недостатка гормона роста, инсулинорезистентность не может быть достигнута, и такие пациенты более чувствительны к инсулину. Следовательно, у них более вероятно формирование повышенного уровня жировых отложений, что вызывает большое соотношение талии и бёдер. Также была найдена корреляция недостатка гормона роста с соотношением талии и бёдер у препубертатных детей; этот показатель у препубертатных детей с недостатком гормона роста может использоваться для прогнозирования эффективности достижения реакции роста при применении заместительной терапии гормона роста, например, при применении рекомбинантного человеческого гормона роста.
Мужчины с врождённой гиперплазией коры надпочечников, определяемой мутацией 21-гидроксилазы, имеют повышенное соотношение талии и бёдер.

### Фертильность
Значения соотношения талии и бёдер 0,9 для мужчин и 0,7 для женщин, как было показано, сильно коррелируют с общим состоянием здоровья и с уровнем фертильности. Женщины с показателем в пределах 0,7 имеют оптимальный уровень эстрогена и менее восприимчивы к серьёзным заболеваниям, таким как сахарный диабет, сердечно-сосудистые расстройства и рак яичника. Женщины с высоким показателем (0,80 и выше) имеют значительно более низкую частоту наступления беременности, чем женщины с более низким значением показателя (0,70-0,79), независимо от их индекса массы тела. Мужчины со значением показателя около 0,9, как было показано, так же более здоровы и фертильны и имеют меньшую частоту рака простаты и рака яичка.
Существуют свидетельства того, что соотношение талии и бёдер является точным соматическим показателем состояния репродуктивного эндокринологического статуса и долгосрочного риска для здоровья. Среди девочек с одинаковой массой тела имеющие более низкое соотношение демонстрируют более раннее начало пубертатной эндокринной активности, измеряемой повышенным уровнем лютенизирующего гормона и фолликулостимулирующего гормона, а также активности половых стероидов (эстрадиола). Голландское проспективное исследование результатов программ экстракорпорального оплодотворения предоставило доказательства связи соотношения талии и бёдер и плодовитости. Исследование утверждает, что увеличение соотношения на 0,1 единицы снижает вероятность зачатия в каждом цикле до 30 % после поправок на возраст, ожирение, причину выбора процедуры экстракорпорального оплодотворения, продолжительность и регулярность менструального цикла, курение и количество родов в анамнезе.
Менопауза, естественное или хирургическое прекращение менструального цикла происходит за счёт общего снижения выработки гормонов эстрадиола и прогестерона яичниками. Эти гормональные изменения также связаны с увеличением соотношения талии и бёдер, независимым от увеличения массы тела. Что существенно, исследования показывают, что повышенное соотношение талии и бёдер до менопаузы связано со снижением уровня эстрадиола и вариативности возраста наступления менопаузы. Циркулирующий эстроген обеспечивает липидные отложения преимущественно в ягодично-бедренной области, и есть основания предполагать, что постклимактерический дефицит эстрогена приводит к накоплению жировых отложений вокруг живота. Таким вызванным менопаузой изменениям в распределении жира можно противодействовать с помощью гормональной терапии. В отличие от женщин, мужчины с возрастом постепенно накапливают жировые отложения в области живота, увеличивая соотношение талии и бёдер параллельно со снижением уровня андрогенов.

### Когнитивные способности
Используя данные американского Национального центра статистики здравоохранения, Уильям Лассек в Питтсбургском университете и Стивен Галин из Калифорнийского университета в Санта-Барбаре нашли корреляцию между результатами детей в тесте на определение познавательных способностей и соотношение талии и бёдер их матерей.
Дети, чьи матери имели широкие бёдра и низкое соотношение талии и бёдер, получили высокие результаты в тесте, что позволило исследователям предположить, что плод получает пользу от жировых отложений на бёдрах матери, содержащих полиненасыщенные жирные кислоты с длинной цепью, которые необходимы для развития мозга плода. Также существуют свидетельства, что дети матерей-подростков с высоким соотношением талии и бёдер были защищены от когнитивных нарушений, часто связанных с подростковыми родами.

## Генетика человека
Исследования близнецов предположили, что от 22 % до 61 % вариабельности в соотношении талии и бёдер могут обуславливаться генетическими факторами.

## Критерий женской привлекательности

Сравнение женских фигур с соотношением талии и бёдер 0,7 и 0,9

Понятие соотношения талии и бёдер и его значимость в качестве индикатора привлекательности были сначала теоретически предложены эволюционным психологом Девендрой Сингхом в университете штата Техас в Остине в 1993 году. Сингх утверждал, что соотношение талии и бёдер — более надёжный маркер эстрогена, чем соотношение груди и талии, изучавшееся в Королевском колледже Лондона Гленном Уилсоном в 1970-х годах.
Некоторые исследователи обнаружили, что соотношение талии и бёдер является важным показателем женской привлекательности. Женщины с соотношением 0,7, как правило, оцениваются как более привлекательные мужчинами из индоевропейских культур. Предпочтения могут различаться, по данным некоторых исследований, в диапазоне от 0,6 в Китае, Южной Америке, и некоторых частей Африки, до 0,8 в Камеруне и среди представителей племени хадза в Танзании, с различающимися предпочтениями в зависимости от этнической принадлежности наблюдаемых.
Представляется, что на мужчин в европеизированных сообществах больше влияет размер талии женщин, чем размер бёдер:
«Размер бёдер указывает на размер таза и на размер дополнительных жировых отложений, которые могут использоваться как источник энергии. Размер талии передаёт такую информацию, как текущий репродуктивный статус или состояние здоровья… В вестернизированных сообществах, не подверженных риску сезонного недостатка пищи, талия, сообщая информацию о плодовитости и состоянии здоровья, становится более важной, чем размер бёдер для оценки привлекательности женщины».
 По западным меркам, женщины в популяциях, занимающихся собирательством, имеют большее число беременностей, высокую паразитарную нагрузку и высокую долю богатой волокнами пищи в потребляемой калорийности. Эти переменные изменяются в разных культурах, что позволяет прийти к предположениям о том, что диапазон нормальных соотношений талии и бёдер у женщин зачастую шире, чем в западных культурах, а средние значения соотношения талии и бёдер девочек при достижении половой зрелости различаются, как и значения для женщин на пике фертильности.
Таким образом, значения соотношения талии и бёдер, используемые как индикатор начала пубертатного периода либо нарушений половой сферы, фертильности, гормональных нарушений, или как индикатор пола в одной популяции, могут быть не применимы в других популяциях.
В серии исследований, произведённых Сингхом в 1993 году, мужчины использовали соотношение талии и бёдер и общее количество жировой ткани для определения женской привлекательности. В первом исследовании мужчинам показывали серию из 12 рисунков женщин с различными соотношениями талии и бёдер и количеством жира. Изображения женщин с нормальным весом и низким соотношением талии и бёдер связывались испытуемыми с наиболее положительными черты характера (привлекательность, сексуальность, ум и здоровье). При этом изображения тонких женских фигур не связывались с ни одной положительной чертой, кроме молодости.
Благодаря этому исследованию Сингх предполагает, что у мужчин и женщин могли развиться врождённые механизмы, обнаруживающие и использующие соотношение талии и бёдер для оценки того, насколько здоров человек и (особенно для мужчин), определить брачную ценность. Наличие здорового партнёра повышает вероятность получения потомства с наследственной генетической защитой от различных заболеваний, и здоровый партнёр скорее окажется хорошим родителем (Гамильтон и Зак, 1982; Торнхилл, 1993).
Другие исследования обнаружили, что соотношение талии и бёдер сигнализирует о привлекательности, даже помимо количества жира и фертильности. Барнаби Диксон, Джина Гримшоу, Уэйн Линклейтер, и Алан Диксон провели исследование с помощью окулографии для оценки фиксации направления взгляда мужчин при просмотре изменённых версий фотографии одной и той же женщины, также испытуемые опрашивались с целью оценки привлекательности изображённых. Исследователи обнаружили, что, хотя при просмотре взгляд мужчин фиксировался на груди женщины, в качестве наиболее привлекательных испытуемые выбрали изображения, на которых женщина имела соотношение талии и бёдер 0,7 независимо от размера груди.
Кроме того, ссылаясь на исследование 2005 года, проведённое Джонсоном и Тассинари, исследовавшие восприятие анимированной ходьбы человека, Фарид Пажухи и Джеймс Лиддл предположили, что мужчины используют соотношение талии и бёдер не только для оценки привлекательности, но и как средство половой дифференциации: фигуры с большим высоким значением соотношения воспринимаются как более мужественные, а с низким — как женственные. Пажухи и Лиддл использовали эту идею как одно из возможных дополнительных объяснений, почему мужчины воспринимают меньшие соотношения талии и бёдер как более привлекательные — потому что они связывают привлекательность с выражением женственности и соответствующим соотношением талии и бёдер. Исходя из этого, было показано, что мужчины с более низким значением соотношения талии и бёдер (более женственным) сообщают о меньшем уровне комфорта, худшем восприятии собственного тела и веры в собственные силы по сравнению с мужчинами с более высоким соотношением.
Для повышения привлекательности некоторые женщины могут искусственно изменять воспринимаемое соотношение талии и бёдер. Эти методы включают в себя использование корсета, уменьшающего размер талии, и применение накладок на бёдра и ягодицы для увеличения их видимых размеров. В ранних попытках оценить привлекательность производители корсетов XX века использовали показатель англ. hip spring, рассчитываемый вычитанием окружности талии из окружности таза. Однако этот показатель вышел из употребления, поскольку он является плохим индикатором привлекательности; например, разница талии и бёдер в 25 см может считаться весьма привлекательной для взрослой женщины среднего роста, но девочка или невысокая женщина с тем же значением будет выглядеть недоедающей.
Привлекательность, связанная с соотношением талии и бёдер, в отличие от индекса тела, соответствует фертильности, а не количеству жировой ткани. Исследования, проведённые Холлидэем, использовали сгенерированные компьютером изображения женщин, соответствующие реальным женщинам по индексу массы тела (ИМТ), но не по соотношению талии и бёдер, и наоборот. Двенадцать наблюдателей (6 мужчин и 6 женщин) оценили привлекательность этих изображений, одновременно подвергаясь функциональной магнитно-резонансной томографии (фМРТ). Оценки привлекательности коррелировали с изменениями индекса массы тела, но не соотношения талии и бёдер. Результаты фМРТ показали, что в дополнение к активации высших зрительных областей изменение ИМТ также возбуждает зоны мозга, связанные с системой вознаграждения. Это показывает, что ИМТ, а не соотношение талии и бёдер, модулирует механизм вознаграждения в головном мозге, что может иметь важные последствия для оценки идеального размера тела у пациентов, страдающих пищевыми нарушениями.
Ещё одно исследование, проведённое Фернамом, было использовано в качестве дополнения исследования Сингха и Янга 1995 года. Исследовались 137 участников, из них — 98 женщин. Возраст участников находился в диапазоне между 16 и 67 годами. Большинство участников было студентами, и 90 % из них — белые британцы, а остальные происходили из Азии (Индийский субконтинент) и Африки. Их образовательные и социально-экономические (почти все из среднего класса) исходные показатели были довольно однородны, и никто ранее не участвовал в каких-либо исследованиях, касающихся формы женского тела или привлекательности. Было предсказано, что влияние размера женской груди на суждение о привлекательности и возрасте оценка будет зависеть от общего количества жира в организме и соотношения размера талии к бёдрам.
Все участники получили буклет с восемью изображениями. Каждая фигура была определена как полная или худая, с женственным или с мужественным соотношением талии и бёдер, и с большой грудью или с маленькой грудью. Участники оценили цифры четыре личные качества изображённых женщин (привлекательность, здоровье, женственность и доброта/понимание).
Когда были сделаны оценки привлекательности, в целом оказалось, что вклад всех факторов — размера груди, соотношения талии и бёдер, и веса — оказался важным. Испытуемые-женщины оценили деятели фигуры с низким соотношением талии и бёдер как привлекательные, здоровые, женственные, а в случае полных фигур — добрые и понимающие, в большей степени, чем это сделали испытуемые-мужчины. Эта находка особенно интересна, так как большинство предыдущих исследований показывало, что молодые женщины идеализируют форму женских тел исключительно на основе худобы. Что касается размера женской груди тонких фигур, выяснилось, что большая или маленькая грудь, как представляется, не влияет на оценку привлекательности или доброты/понимания, и большой размер груди лишь незначительно повысил оценки здоровья и женственности. Однако, полная фигура с высоким соотношением талии и бёдер и большой грудью была оценена всеми участниками как наименее привлекательная и здоровая.
Соотношение талии и бёдер также является надёжной подсказкой для определения пола, и предполагается, что «люди, представляющие несоответствие пола соотношению талии и бёдер (женщины с высоким соотношением или мужчины с низким), могут рассматриваться как непривлекательные для противоположного пола».

## Влияние диеты
Ряд исследований был проведён с акцентом на состав диеты, по отношению к изменениями в окружности талии, скорректированной к индексу массы тела.
Цельнозерновые, готовые к употреблению овсяные хлопья в составе диеты уменьшают уровень холестерина липопротеинов низкой плотности. Потеря веса при этом не различалась между группами.
Среднегодовое изменение окружности талии было более чем в 3 раза больше у группы, употребляющей белый хлеб по сравнению с группой, использующей диету с преобладанием фруктов, овощей, нежирных молочных продуктов и цельнозерновых продуктов, и с пониженным содержанием красного и переработанного мяса, фаст-фуда и газированных напитков.
Исследование 2011 года предположило, что диета, обеспечивающая повышенное потребление фруктов и молочных продуктов и пониженное — белого хлеба, переработанного мяса, маргарина и сладких напитков, может помочь предотвратить накопление брюшного жира.

## Комментарии
1. ↑  также соотношение талия/бёдра (Сахрудин Сафаров,. Занимательная энциклопедия человека. — 2017-09-05. — С. 89. — 369 с. — ISBN 9785457879454.), индекс «талия/бедро»(Проблемы эндокринологии. — Медицина, 2001. — Т. 47. — С. 4. — 360 с.)